# Black Mountain Side
„Black Mountain Side“ je píseň anglické rockové skupiny Led Zeppelin, vydaná na jejich debutovém albu z roku 1969 nazvaném jednoduše Led Zeppelin; jako autor je pod písní uveden kytarista Jimmy Page. V původní verzi písně hraje vedle Jimmyho Page také hráč na tabla Viram Jasani; ostatní členové skupiny Led Zeppelin se na písni nepodíleli. Píseň je silně inspirována lidovou písní „Blackwaterside“, zejména pak verzí od Berta Jansche. Sám Jansch zvažoval, že Jimmyho Page zažaluje, ale nakonec se tak nestalo.